# Смирнова, Людмила Михайловна
Людми́ла Миха́йловна Смирно́ва (род. 7 апреля 1939, Ленинград, СССР) — учительница средней школы № 533 (г. Ленинград, ныне Санкт-Петербург), Герой Социалистического Труда (1978).

## Биография
Родилась 7 апреля 1939 года в Ленинграде в семье рабочих. С наступлением Великой Отечественной войны отец добровольцем ушёл на фронт, мать продолжала трудиться на судостроительном предприятии.
В 1961 году окончила химический факультет Ленинградского государственного педагогического института имени А. И. Герцена по специальности учителя химии, биологии и основ сельского хозяйства. Трудилась в студенческом отряде на освоении целины в КазССР (куда её сначала не взяли из-за перенесённого в детстве, в блокадном Ленинграде полиомиелита), преподавала химию в неполной средней школе в Заполярье.
В 1963 году вернулась в Ленинград, до 1965 года работала учителем в школе № 491 Калининского района, затем была переведена в соседнюю среднюю школу № 533, в которой проработала более тридцати лет учителем химии.
Указом Президиума Верховного Совета СССР от 27 июня 1978 года «за большие заслуги в деле обучения и коммунистического воспитания учащихся» удостоена звания Героя Социалистического Труда с вручением ордена Ленина и золотой медали «Серп и Молот».
В декабре 1986 года ушла на заслуженный отдых.
Депутат Красногвардейского районного Совета народных депутатов, член Центрального комитета профсоюза работников просвещения и Ленинградского городского комитета КПСС.
Живёт в Санкт-Петербурге. Двое детей.
Награждена орденами Ленина (27.06.1978), «Знак Почёта» (20.07.1971), медалями, нагрудными знаками «Житель блокадного Ленинграда», «Почётный химик СССР» и «Заслуженный учитель Российской Федерации» (03.06.1994). «Почётный гражданин Красногвардейского района города Санкт-Петербург» (2003).